# Hitomi (nombre)
Hitomi es un nombre japonés usado para mujeres. También es una palabra comúnmente utilizada para referirse a los ojos.

## Formas de escritura
- ひとみ - Escritura en hiragana que no tiene un significado más allá; puede interpretársele de varias formas.
- 瞳 - La forma más común, utilizada tanto como en nombres o para referirse a los ojos.
- 仁美 - Sólo utilizado para nombres. Significa "hermosa benevolencia".

## Personas llamadas Hitomi
- hitomi (nombre real: Hitomi Furuya) - cantante
- Hitomi - Personaje ficticio de la saga de videojuegos "Dead or Alive"
- Hitomi Tanaka - Actriz de películas pornográficas, famosa mundialmente por tener los senos naturales más grandes del mundo
- Hitomi Kanehara - escritora
- Hitomi Kuroishi - cantante
- Hitomi Kuroki - actriz
- Hitomi - seiyū
- Hitomi Nabatame - seiyū
- Hitomi Shimatani - cantante
- Hitomi Takahashi - cantante
- Hitomi Tanaka- actriz
- Hitomi Yaida - cantante
- Hitomi Yoshizawa - cantante
- Hitomi Aizawa
- Honda Hitomi - cantante

## Personajes ficticios
- Hitomi - luchadora de Dead or Alive.
- Hitomi Kanzaki - protagonista de La visión de Escaflowne.
- Hitomi Kagewaki - personaje de Inuyasha.
- Hitomi Uzaki - protagonista de Killing Bites.

- Datos: Q7780235
- Multimedia: Hitomi (given name) / Q7780235